# Seetzenia lanata
Seetzenia es un género monotípico de plantas fanerógamas perteneciente a la familia Zygophyllaceae, su única especie, Seetzenia lanata, es originaria del Norte de África.

## Descripción
Es una planta perenne, postrada, glabra a escabrosa. Hojas opuestas, estipuladas, palmeadas trifolioladas, foliolos obovadas, apiculados. Flores pequeñas, bisexuales, actinomorfas, hipóginas.  Fruta con 5 ángulos, en forma de cápsula ovoide, colgante, dehiscente, de una sola semilla, cocos con exocarpo carnoso y endocarpo óseo. Las semillas ovales, testa gruesa.

## Taxonomía
Seetzenia lanata fue descrita por (Willd.) Bullock y publicado en Kew Bulletin 19: 204. 1965.
Sinonimia
- Seetzenia africana R.Br.
- Seetzenia orientalis Decne.
- Zygophyllum lanatum Willd.
- Zygophyllum prostratum Thunb.[3]